# Egidio Cornale
Egidio Cornale, né le 27 août 1940 à Recoaro Terme en Vénétie, est un coureur cycliste italien, professionnel de 1964 à 1967.

## Résultats sur les grands tours

### Tour d'Italie
3 participations
- 1964 : 43e
- 1965 : 33e
- 1966 : 47e